# Keikogi

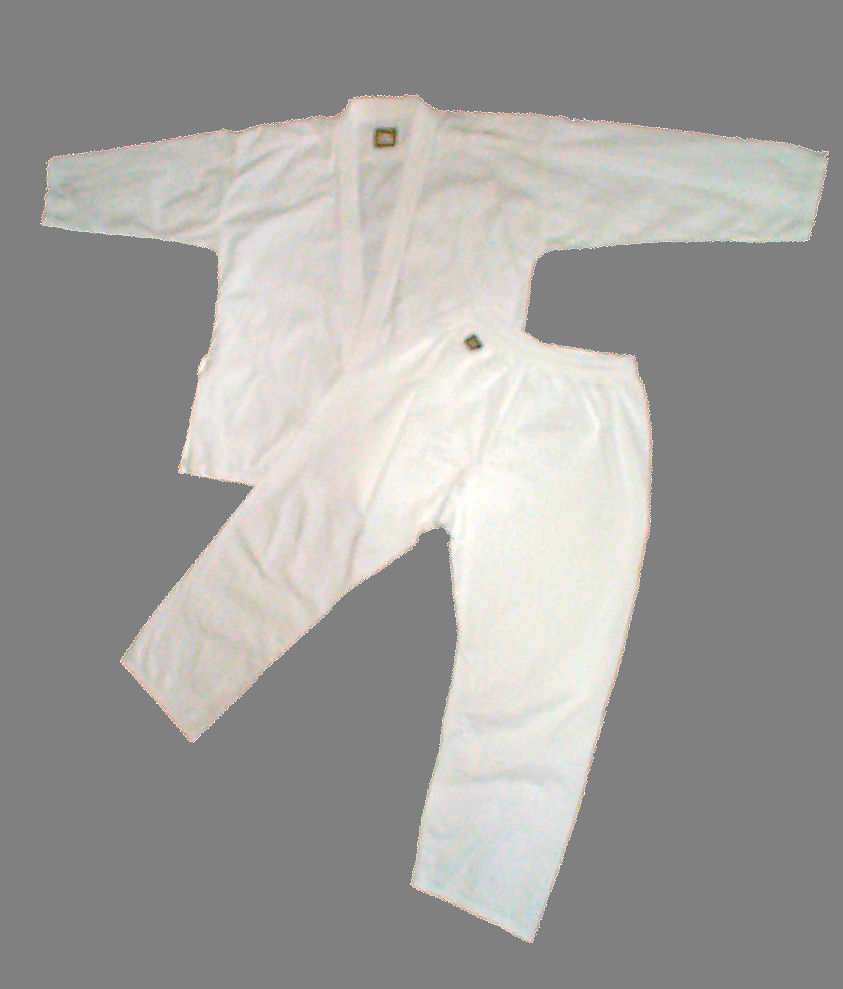
Uwagi (上着) y zubon (ズボン) de un dōgi.

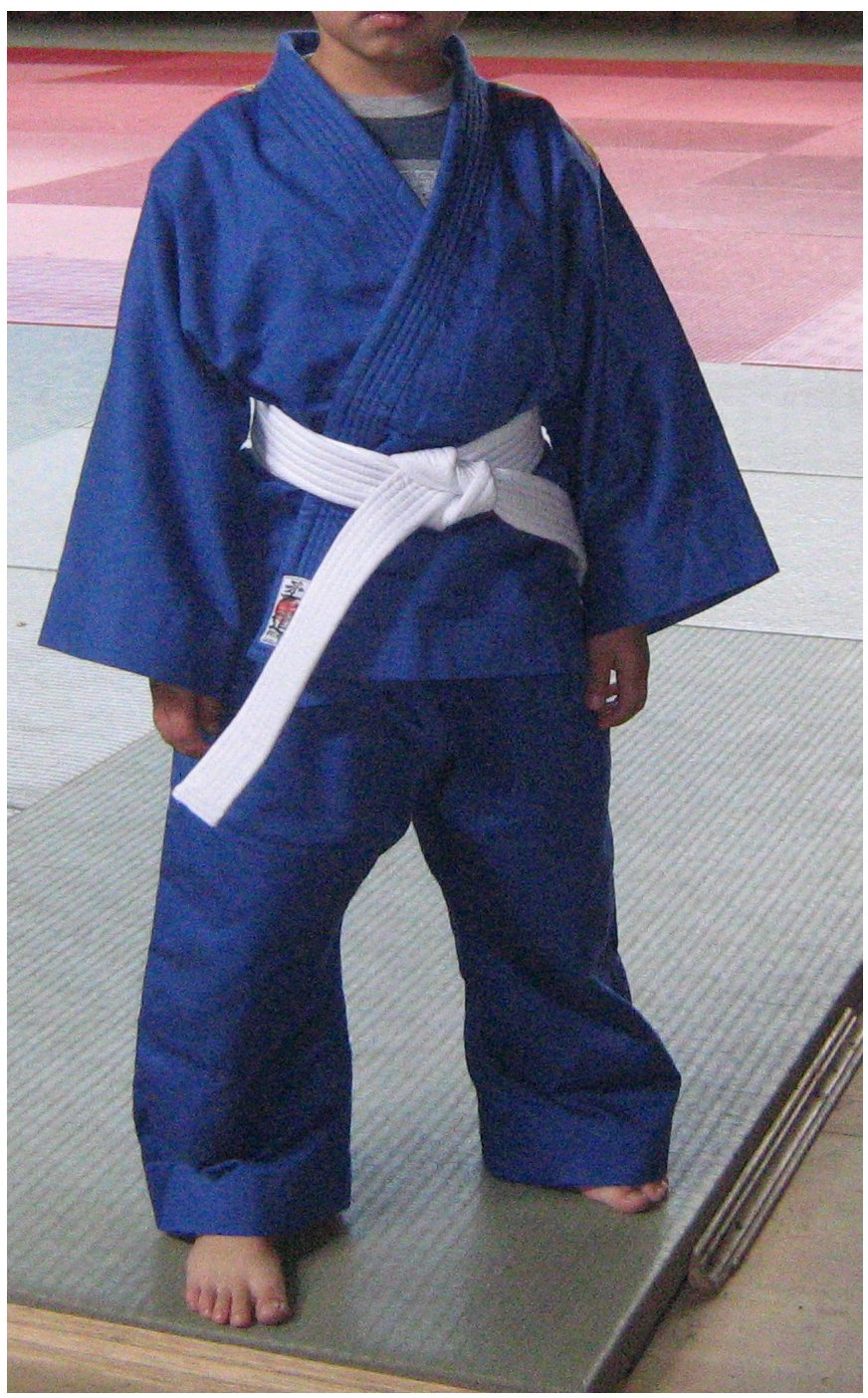
Judogi infantil de color azul con Obi Blanco.

El keikogi (稽古着 keikogi?,  ropa o uniforme de entrenamiento), dōgi (道着 dōgi?,  ropa o uniforme del camino o enseñanzas) o gi (着 gi?,  uniforme) es un término que, en el contexto de las artes marciales modernas (現代武道 gendai budō?) de Japón, se usa para describir el atuendo que se emplea durante las clases para aprender dichos deportes. Este uniforme fue desarrollado por Jigorō Kanō y se introdujo en la práctica del judo a partir de 1907, en el karate Do en la década de los 20, en el Aikido en la década de los 30. Sucesivamente se incorporó en otras artes marciales tradicionales como el kendo, el ninjutsu y luego en otras modernas inclusive no japonesas. 

## Estructura
Comúnmente, se compone de tres elementos: una chaqueta sin botones, denominada uwagi (上着?); un pantalón, denominado zubon (ズボン?) y el cinturón, denominado obi (帯?). En algunos casos, se incluye el uso de hakama (袴?) (que es una falda pantalón más larga y con pliegues). El nombre y algunas características varían dependiendo para la práctica de qué arte será usado. El color es generalmente igual y blanco en el uwagi y el zubon, en cambio el color del obi es diferente, muchas veces indicando el nivel del practicante.
- Judogi (柔道着) - Judo
- Karategi (空手着) - Karate
- Aikidogi (合気道着) - Aikidō
- Kendogi (剣道着) - Kendō
- Jūjutsugi (柔術着) - Jūjutsu

## Eluwagi(上着,uwagi?)
Es en la chaqueta de entrenamiento en donde se notan mayores diferencias entre las artes marciales en las cuales se emplea. En el Judo y en la mayor parte de los estilos de Jujutsu está confeccionada en su parte superior con algodón anudado en cada cruce lo que le da mucha resistencia, pero también una mayor rigidez, asimismo tiene una costura horizontal en la parte frontal, pero no en las mangas, así como un faldón de tela más fina en la parte inferior. En Karate y Aikidō generalmente es de algodón más fino y carece de la costura frontal, pero tiene las mangas cortas o cosidas para dar mayor movilidad y tener menor peso. En Kendō está confeccionada con el mismo tipo de algodón anudado que en Judo, sin embargo carece de la costura horizontal y del faldón, ya que se lleva dentro del hakama, y las mangas son más cortas, quedando a la altura del codo.
La solapa izquierda cubre a la derecha. Esta forma de cubrir una solapa con la otra es tal vez herencia de la época feudal, donde los samurái portaban su katana (sable) en el lado izquierdo. Si cubrieran el lado izquierdo con el derecho, con frecuencia la empuñadura se engancharía con la solapa derecha al desenvainar, lo cual podría significar la muerte ante un adversario rápido. Asimismo, cubriendo la solapa derecha con la izquierda se puede esconder un cuchillo por dentro de la prenda, que se desenvainará rápidamente introduciendo la diestra bajo esta. Una etiqueta con la marca del keikogi con frecuencia se pone en la parte inferior de la solapa correspondiente.

## Elobi(帯,obi?)

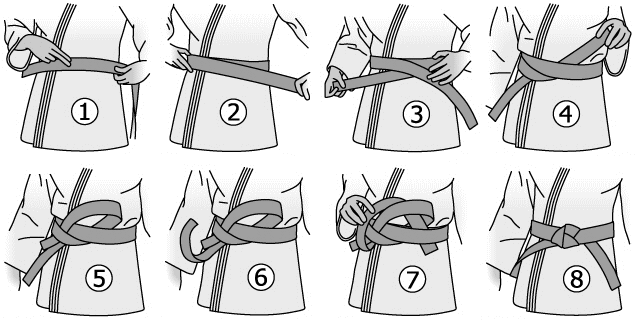
Forma de atar el obi.

El cinturón del keikogi se realiza en una sola pieza de tela doblada varias veces a lo largo y tradicionalmente da dos vueltas a la cintura y se ata al frente con un nudo especial muy firme, a unos tres centímetros por debajo del ombligo del que porta el keikogi.
El color del obi en algunos estilos está  vinculado al nivel de aprendizaje y desarrollo del arte marcial tradicional en el practicante, los colores y los niveles son diferentes según artes, federaciones y estilos. 